# Ezy Ryder
Ezy Ryder – piosenka Jimiego Hendriksa wydana po raz pierwszy w 1971 roku na albumie The Cry of Love.
W 1997 roku utwór został wydany ponownie na pośmiertnym albumie kompilacyjnym Hendriksa, First Rays of the New Rising Sun.

## Daty nagrań
Nagrywany 18 grudnia 1969, 20 stycznia 1970 w Record Plant, 15, 18 czerwca, 2 lipca, 22 sierpnia 1970 w Electric Lady Studios, zmiksowany przez Hendriksa i Kramera 22 sierpnia 1970 w Electric Lady Studios.

## Muzycy nagrywający utwór
- Jimi Hendrix – gitara, wokal
- Billy Cox – gitara basowa
- Buddy Miles – perkusja
- Billy Armstrong – instrumenty perkusyjne
- Steve Winwood – wokal wspierający
- Chris Wood – wokal wspierający

## Ezy Ryder w innych wykonaniach
- Arthur Lee – pisany: „E-Z Rider”, jako bonus track na płycie Vindicator (edycja z 1997 roku) z dopiskiem: Previously unreleased, a Jimi Hendrix song[1].